# Potsdam (navire)
Pour les articles homonymes, voir Potsdam (homonymie) et Stockholm (homonymie).
Le Potsdam est un paquebot construit en 1900 par les chantiers Blohm & Voss de Hambourg pour la Holland America Line. Il est sabordé dans le port de Cherbourg en 1944. Renfloué, il est détruit en 1947 en Angleterre.

## Historique

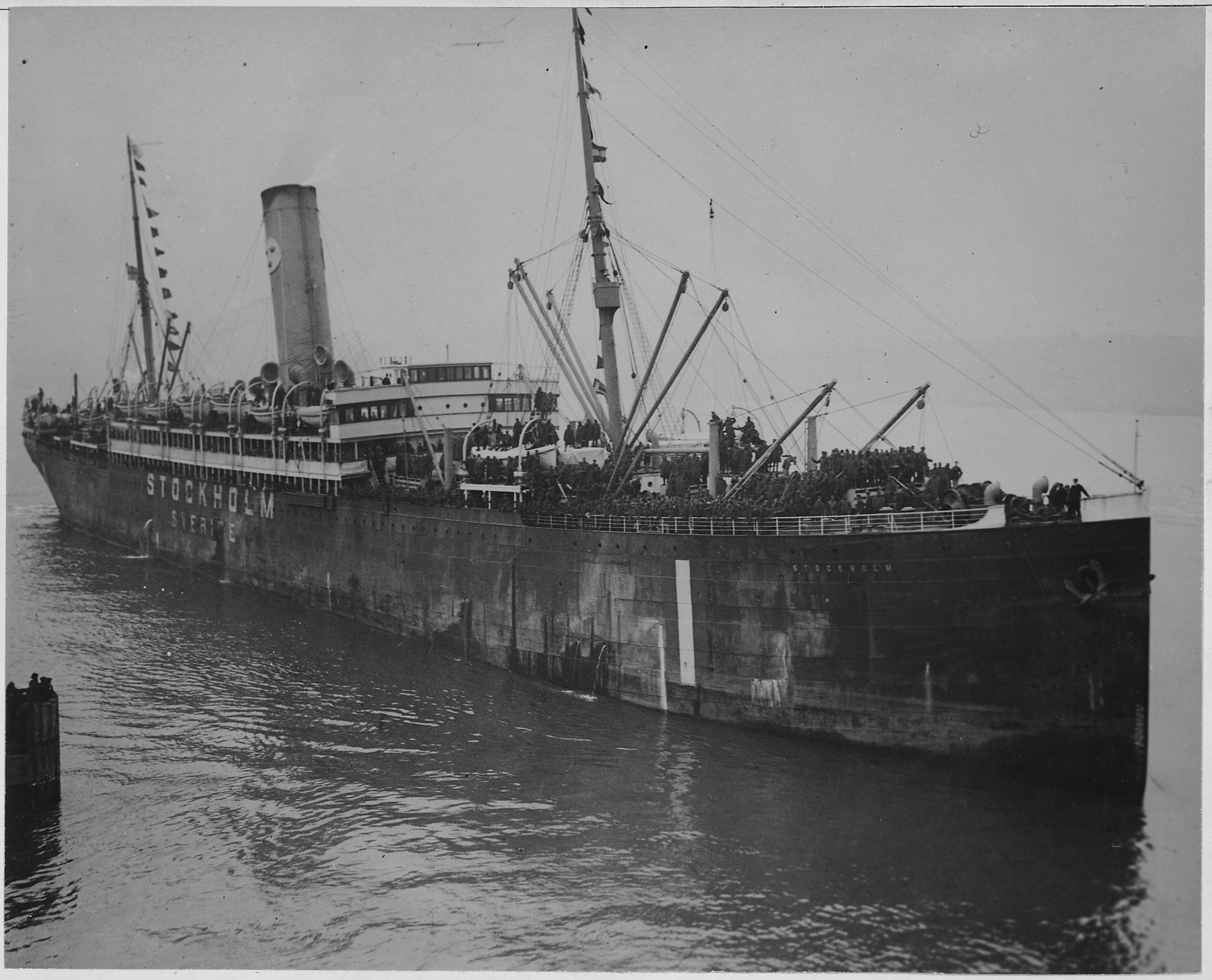
Le Stockholm à la fin de la Première Guerre mondiale.

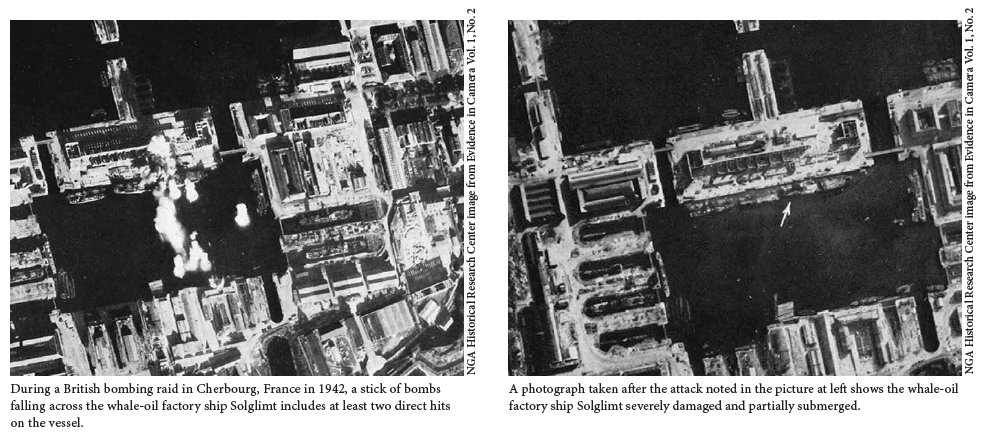
Le Solglimt pendant une attaque anglaise sur Cherbourg, en 1942.

Le Potsdam est un paquebot construit en 1900 par les chantiers Blohm & Voss de Hambourg pour la Holland America Line.
En 1915, il est vendu à la Swedish American Line qui le renomme Stockholm. Il effectue son premier voyage en Amérique du Nord sur la ligne Göteborg-New York. Le navire part à 13 heures le 11 décembre 1915 avec 137 passagers et environ 150 000 envois postaux. Le capitaine est Axel Håkansson, et le voyage tourne à l'aventure lorsque le Stockholm est arrêté par des marins britanniques et envoyé à Kirkwall pour une fouille, où tout le courrier est confisqué. Après trois jours, cependant, le voyage peut continuer et le Stockholm arrive à New York après un voyage total de 15 jours, 10 heures et 58 minutes. 
Lors du deuxième voyage, le nombre de passagers a atteint 275 et le troisième 545. Pour le voyage de retour de New York, le nombre de passagers a été de 132 la première fois, 137 la deuxième fois et 592 lors du troisième voyage.
Au tournant de l'année 1918/1919, il a été utilisé pour transporter le 369e régiment d'infanterie américain de France à New York. 
En 1929, il est vendu à une compagnie norvégienne, qui le transforme en navire-usine utilisé pour la chasse à la baleine en océan Antarctique, et le renomme Solglimt.
Le 14 janvier 1941, le navire est capturé par le croiseur auxiliaire allemand Pinguin et amené à Bordeaux avec sa cargaison d’huile de baleine. Il est ensuite transféré à la First German Whaling Company, qui le renomme Sonderburg et l'utilise comme navire auxiliaire dans différents ports français. En 1942, alors qu’il est dans le port de Cherbourg, celui-ci est bombardé par l'aviation anglaise et le navire coule. Il est renfloué par la suite, mais les ressources ne permettent pas de le réparer. Par conséquent, le 15 juin 1944, il est sabordé dans ce même port par les Allemands, qui souhaitent bloquer les troupes alliées. Après la signature de l'armistice, l'épave est considérée comme gênante par les autorités françaises, qui la détruisent en partie à l'explosif en août 1946. Il est ensuite renfloué en janvier 1947 puis remorqué en Grande-Bretagne où il est détruit.